# Alan Riou
Alan Riou (Lannion, 2 aprile 1997) è un ciclista su strada francese che corre per il team St Michel-Mavic-Auber93. È professionista dal 2019.

## Palmarès

### Strada
- 2015 (Juniores)

2ª tappa Grand Prix Fernand-Durel
- 2016 (Pays de Dinan)

Critérium de Bricquebec
Grand Prix de la Tomate
- 2017 (Pays de Dinan)

1ª tappa Flèche d'Armor
3ª tappa Tour du Pays de Lesneven
Classifica generale Circuit du Mené
Ronde du Viaduc
2ª tappa Estivale bretonne
- 2018 (Pays de Dinan)

Circuit du Morbihan
1ª tappa Tour du Pays de Lesneven
Classifica generale Tour du Pays de Lesneven
La Gainsbarre
Tour du Lot-et-Garonne
1ª tappa Boucles nationales du printemps
Ronde du Viaduc
2ª tappa Estivale bretonne
2ª tappa Tour de l'Avenir (Drefféac > Châteaubriant)
- 2021 (Team Arkéa-Samsic, una vittoria)

Classic Loire Atlantique

#### Altri successi
- 2018 (Pays de Dinan)

2ª tappa Tour du Pays de Lesneven (cronosquadre)
2ª tappa Tour de la CABA (cronosquadre)

## Piazzamenti

### Grandi Giri
- Giro d'Italia

2023: 115º
2024: 142º

### Classiche monumento
- Parigi-Roubaix

2019: fuori tempo massimo
- Liegi-Bastogne-Liegi

2021: 133º